# Henri Hirschmann
Henri Hirschmann, pseudonym för Henri Herblay, född 30 april 1872, död 3 november 1961, var en fransk tonsättare.
Henri Hirschmann komponerade huvudsakligen dramatisk musik, såsom operorna L'amour à la Bastille (1897), Rolande (1905) och Hernani (1909), samt operetterna La petite bohème (1905, i Sverige Musette), La vie joyeuse (1910) och Les deux princesses (1914).